# Amblyseius americanus
Amblyseius americanus är en spindeldjursart som beskrevs av Garman 1948. Amblyseius americanus ingår i släktet Amblyseius och familjen Phytoseiidae. Inga underarter finns listade i Catalogue of Life.